# 皱序南星
皱序南星（学名：Arisaema concinum）为天南星科天南星属的植物。分布于缅甸、印度、尼泊尔、不丹、锡金以及中国大陆的西藏自治区等地，生长于海拔2,100米至2,900米的地区，一般生于阔叶林中，目前尚未由人工引种栽培。